# Masarykova (Brno)
Masarykova ulice (německy Masarykstraße – do roku 1939) je hlavní a nejfrekventovanější ulicí pěšího provozu v Brně. Tento stav na ní trvá nejméně posledních 200 let. S ohledem na její postavení byla ve struktuře města od konce novověku přístupovou ulicí k důležitým budovám v centru města.

## Historie
Ulice byla postupně formována již od konce 12. století, a to patrně při sledování stop staré spontánní cesty od brodů na Svitavě do údolí Ponávky a jejím prostřednictvím znovu do údolí Svitavy na jejím středním toku.
Ve středověku se ulice jmenovala Sedlářská (platea Sellatorum) což je doloženo již nejméně od 14. století. Její jižní úsek byl nazýván ulicí Židovskou, a to až do vyhnání Židů z Brna v roce 1454.
Po konci 1. třetiny 19. století se jedinečné postavení a význam ulice odrážely ve sklonu veřejných autorit pojmenovat ji po předních představitelích veřejného života. Tak byla její část již v roce 1836 rozhodnutím městské rady pojmenována Ferdinandova po císaři Ferdinandovi při příležitosti jeho korunovace českým králem v roce 1836. Krátce po zániku habsburské monarchie a zvolení T.G. Masaryka prezidentem Československé republiky byla pojmenována po něm. Během Protektorátu Čechy a Morava (1939–1945) byla ulice pojmenována po říšském ministrovi (následně souzenému tribunálem v Norimberku jako válečný zločinec) Hermannu Göringovi.
Od roku 1955 byla, v rámci snahy komunistického režimu vymazat z historické paměti Masarykovo jméno, ulice pojmenována jako třída Vítězství. Během uvolnění politických poměrů v roce 1968 byl ulici navrácen název Masarykova, ovšem s nastupující normalizací byla ulice od počátku roku 1970 opět přejmenována na třídu Vítězství. V roce 1988 uspořádala pololegální občanská iniciativa Masarykova společnost podpisovou akci za navrácení Masarykova jména této ústřední brněnské ulici. Ačkoliv lidé v této době riskovali popotahování ze strany režimu, sesbíralo se téměř tisíc podpisů. Změnu názvu přinesla až sametová revoluce, během níž, už v prosinci roku 1989, bylo ulici navráceno Masarykovo jméno. Název třída Vítězství byl v době socialismu všeobecně ignorován a ulice se stále v silné odezvě obyvatelstva a dokonce i v polooficiální praxi jmenovala stále de facto Masarykova.

## Charakter
Atraktivita ulice je dána více faktory života ve městě. Důvodem, proč je volena velkým počtem chodců, je nejen faktická blízkost atraktivních cílů nebo dalších důležitých ulic, které se z Masarykovy ulice větví nebo do ní ústí. Je ale dána i subjektivní stránkou volby trasy pohybu a dlouhodobě sdílenou a reprodukovanou prostorovou pamětí obyvatel města i jeho návštěvníků. Objektivně je Masarykova ulice střední osou území, kde se nalézá nejhustší a nejpočetnější akumulace důležitých a vyhledávaných cílů.
V současnosti také plní funkci spojnice hustě osídlené části města severně od centra, centra samotného a brněnského hlavního nádraží. To však nebylo výchozí podmínkou rozvoje silného provozu. Naopak prvotní volba polohy nádraží reagovala na již existující nejvydatnější dopravní proud (pěších i povozů) severo-jižním směrem, a to právě tehdejší ulicí Sedlářskou.

## Popis ulice

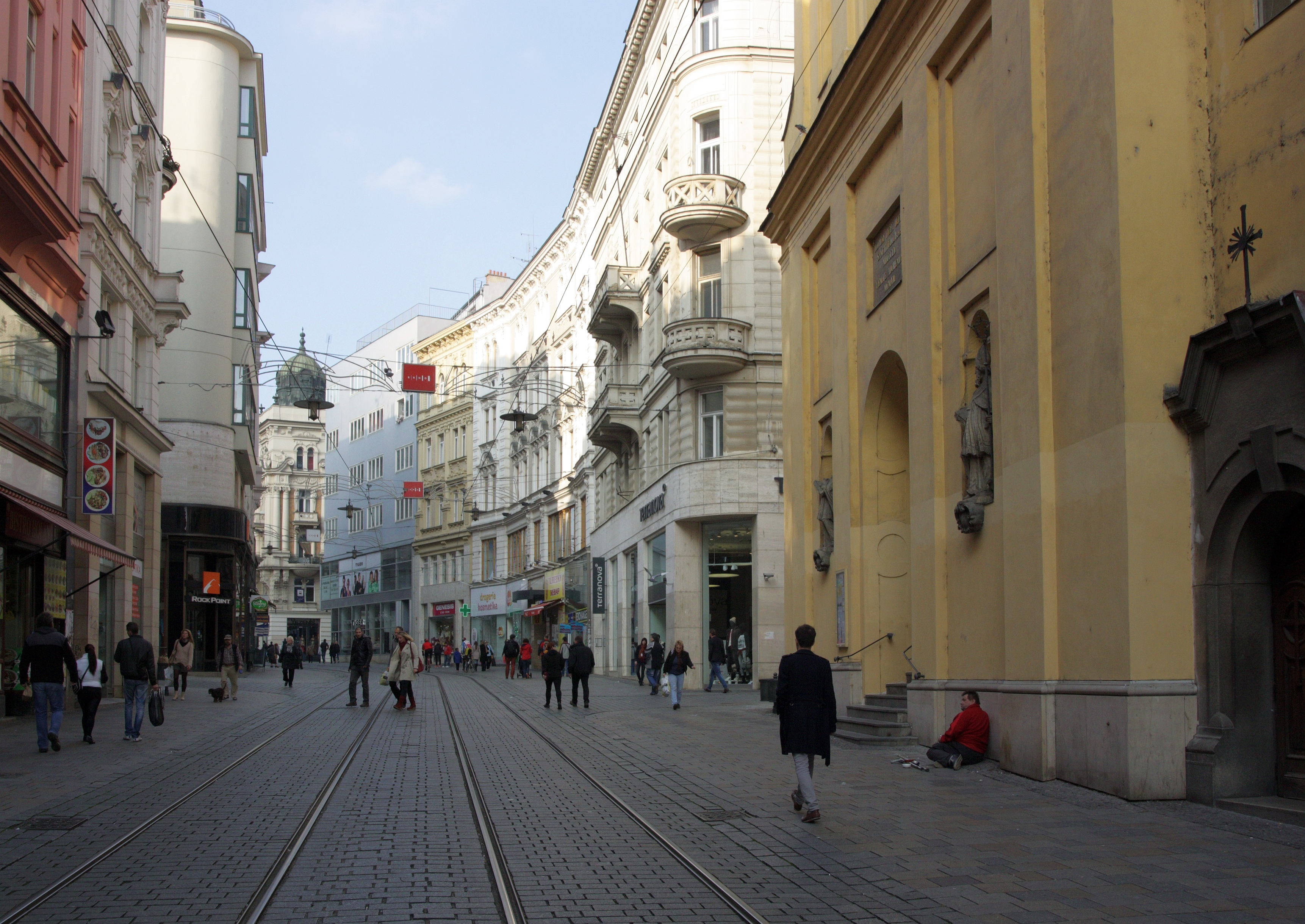
Masarykova ulice a kostel svaté Máří Magdalény (vpravo)

Masarykova ulice vede od severu k jihu a začíná na jižním dílu Náměstí Svobody, její přesný počátek je v prodloužení severní fronty domů v ulicích Panské a Jánské. Je dlouhá 356 metrů a dvakrát se zalamuje. Poprvé pod protnutím ulice Orlí a Zelného trhu, podruhé v ústí Kapucínského náměstí a protnutí ulice Josefské. Severní (nejdelší) úsek měří 166 metrů a jeho přímý tvar je zjevně následkem geometrických operací lokátora na počátku 13. století. Střední úsek je dlouhý 130 metrů a poslední krátký úsek 58 metrů. Tento úsek ústí do ulice Nádražní. Spodní dva úseky tvarem prozrazují, že vznikaly již při spontánní formaci města ve 12. století. Poslední úsek původně nebyl součástí staré ulice Sedlářské, ale byl původem malou uličkou zvanou Židovská nebo Před Židovskou branou.
Šířka ulice je poměrně konstantní a pohybuje se okolo 15 metrů, a je tedy již vyměřena v metrické soustavě. Jen před průčelím kostela svaté Maří Magdaleny je profil ulice asi o 2 m menší. Všechny domy na současné ulici Masarykově vznikly při velké přestavbě Brna na přelomu 19. a 20. století. S výjimkou kostela Maří Magdaleny se nezachovala žádná středověká nebo novověká stavba.
Masarykova ulice má výškový spád – klesá od severu k jihu, tedy od Náměstí Svobody směrem k nádraží, a to v celém průběhu o celkem o 8,1 metru. Nejprudší spád v podélném řezu je na nejkratším jižním úseku od protnutí s Josefskou ulicí, a to o 3 výškové metry na 53 metrech, což je spád o téměř 6 procent. Na levé i pravé straně ulice je po 14 domech, na levé straně je navíc stavba kostela Maří Magdaleny z roku 1654.

## Cenné stavby

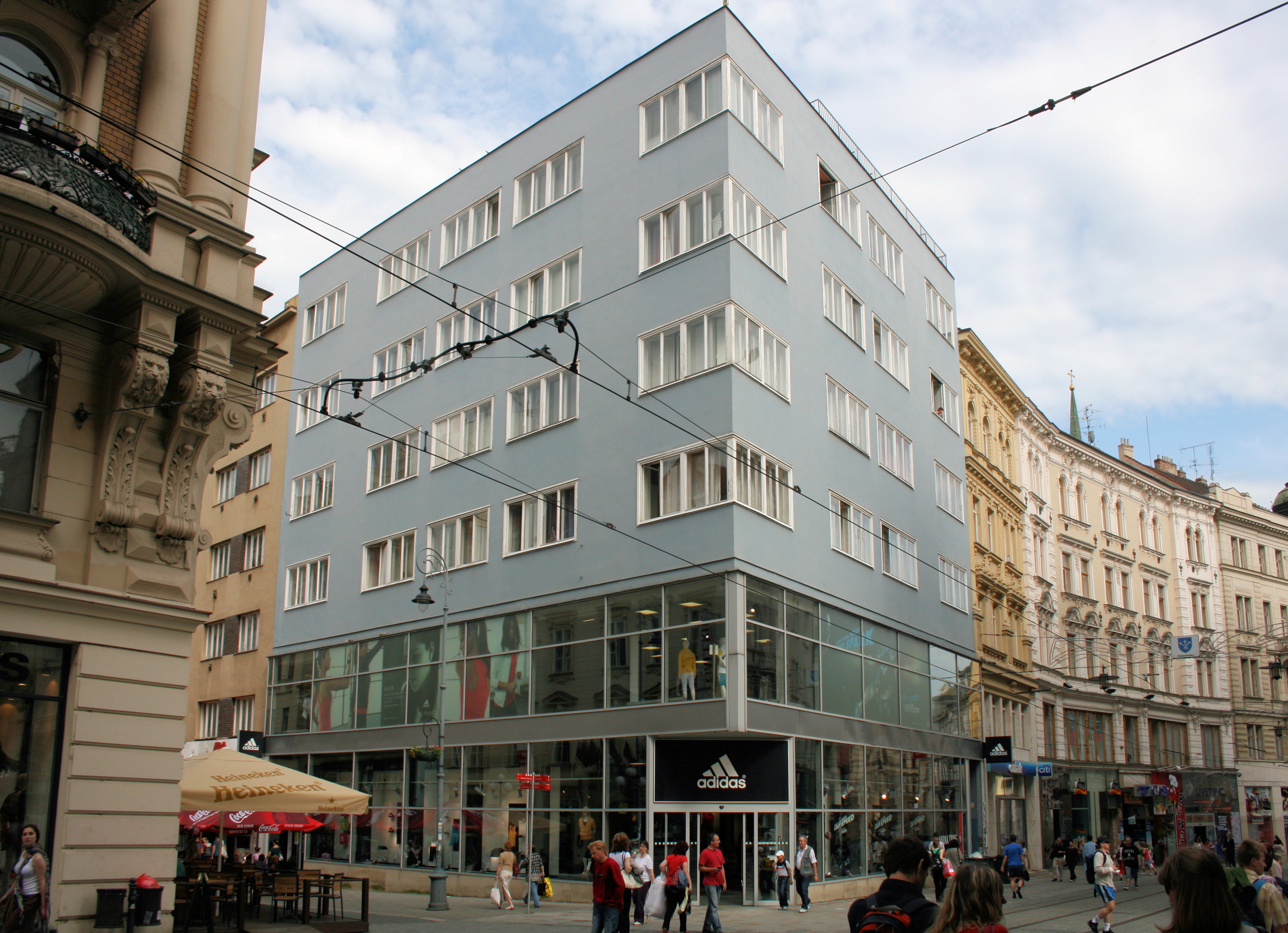
Dům Wittreich a Deutsch

Masarykova ulice, jakkoliv jako celek působí velkoryse a reprezentativně, neoplývá architektonicky obzvlášť cennými budovami. Výjimky, které snesou mezinárodní srovnání, jsou:
- Nájemný dům Stephana Haupta – architekt Leopold Bauer (1906), Masarykova 7 (secese)
- Nájemný a obchodní dům - architekt Maxim Monter (1910), Masarykova 6 (secese)
- Obchodní a nájemní dům Friedricha Wittreicha – architekt Otto Eisler (1930–1931), Masarykova 19-21 (moderní architektura).

Za zmínku stojí ještě obchodní dům Jindřicha Plačka od architekta Josefa Müllera, dříve omylem připisovaný dvojici vídeňských architektů Fellner a Helmer. V ulici bylo nadto několik velmi cenných portálů, především u krejčovství Hartmann (Masarykova 23) a u Obchodu Wiltžek (Masarykova 28), které jejich pozdější nekultivovaní majitelé nebo nájemci zničili. Zachovaly se dva portály od Ernsta Wiesnera, první z nich byl vzorně opraven Jindřichem Škrabalem (Masarykova 7), druhý byl původně u obchodu s obuví firmy Popper (Masarykova 14).